# Вассос Чамберлен
Вассос Чамберлен (англ. Vassos Chamberlen; нар. 1955) — кіпрський дипломат. Надзвичайний і Повноважний Посол Республіки Кіпр в Україні.

## Біографія
У 1986 році захистив дисертацію кандидата географічних наук у Харківському університеті. Кандидат географічних наук (1986)
2001 — перший секретар посольства Республіки Кіпр в Росії.
2002 — генеральний консул Республіки Кіпр в Росії.
У 2005—2009 рр. — Надзвичайний і Повноважний Посол Республіки Кіпр в Кенії, також акредитований на Сейшельських островах.
У 2009—2013 рр. — Надзвичайний і Повноважний Посол Республіки Кіпр в Угорщині.
З 2013—2016 рр.— Надзвичайний і Повноважний Посол Республіки Кіпр у Києві.
11.09.2013 — вручив копії вірчих грамот Заступнику Міністра МЗС України Віктору Майко.
13.09.2013 — вручив вірчі грамоти Президенту України Віктору Януковичу.

## Автор праць
- Вассос Чамберлен. Некоторые черты климата о. Кипр в погодах //Матер. метеорол.исслед. — 1986. — № 11. — С. 110-114.